# Екли (Колорадо)
Екли (енгл. Eckley) град је у америчкој савезној држави Колорадо.

## Демографија
По попису из 2010. године број становника је 257, што је 21 (-7,6%) становника мање него 2000. године.
| Група             | 2000.       | 2010.       |
| Белци             | 214 (77,0%) | 214 (83,3%) |
| Афроамериканци    | 1 (0,4%)    | 0 (0,0%)    |
| Азијати           | 0 (0,0%)    | 1 (0,4%)    |
| Хиспаноамериканци | 54 (19,4%)  | 41 (16,0%)  |
| Укупно            | 278         | 257         |